# Cantabria (A-15)

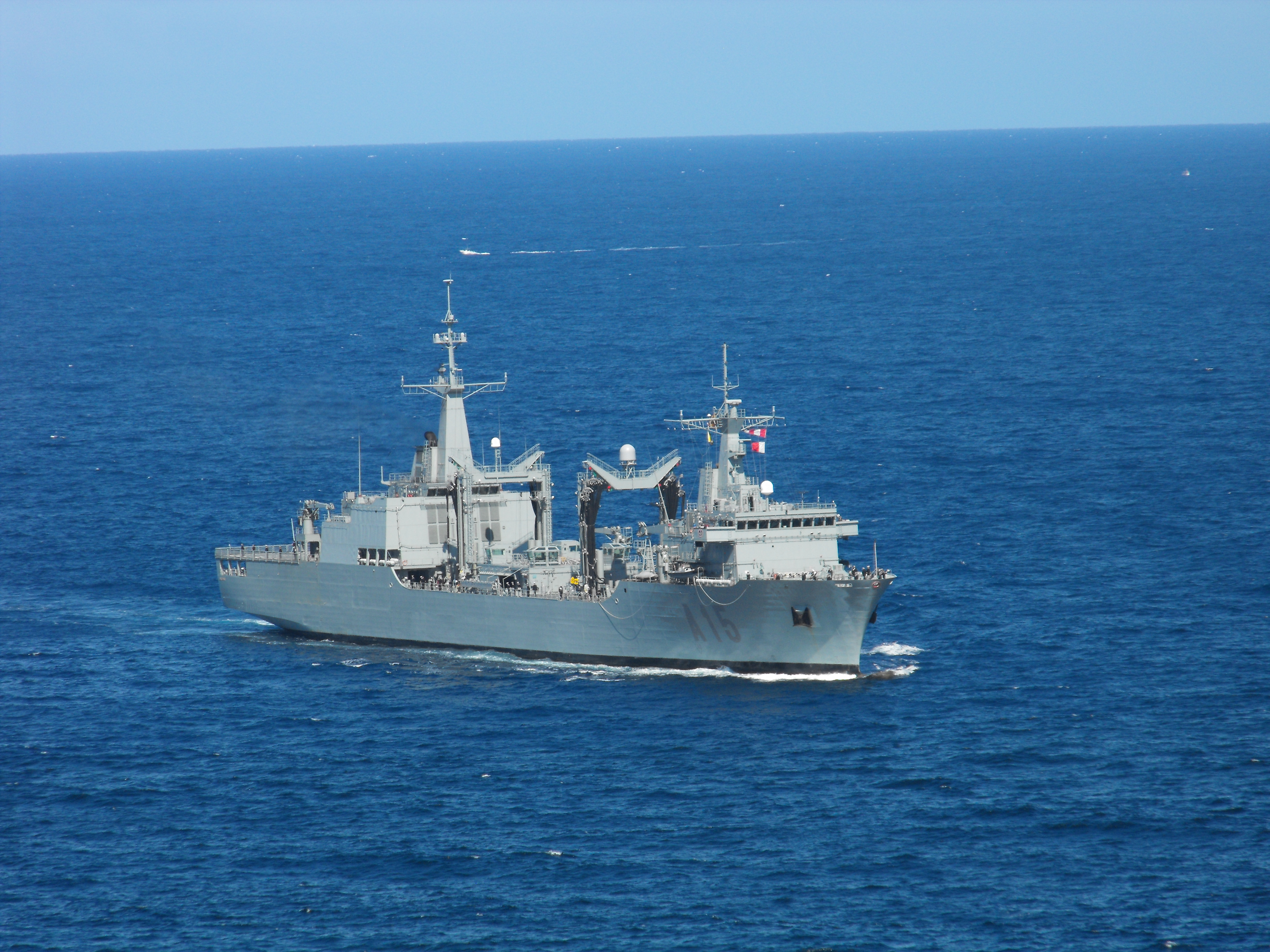
Le Cantabria (A-15) à l'entrée du port de Sydney

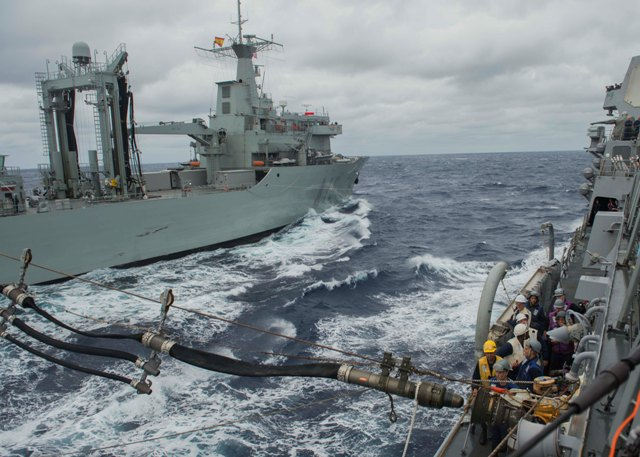
L'USS Momsen approvisionné en combustible par le Cantabria durant les manœuvres Talisman Saber 2013.

Le Cantabria (A-15) est un navire ravitailleur (avec hélisurface) de l'armada espagnole.

## Description
Il dispose d'une hélisurface et d'un hangar de vol pour 2 hélicoptères, 2 AB-212 ou 2 NH-90/Sikorsky SH-3D, il peut accomplir des opérations de ravitaillement vertical d'hélicoptères.
Il remplace le Marqués de la Ensenada (A-11) retiré du service en 2012.